# Radical 65
Le radical 65, qui signifie branche, est un des 35 des 214 radicaux chinois répertoriés dans le dictionnaire de Kangxi composés de quatre traits.
Le caractère Unicode de 支 est 652F.

## Caractères avec le radical 65
| nombre de traits          | caractères |
| ------------------------- | ---------- |
| Sans trait supplémentaire | 支         |
| 5 traits supplémentaires  | 攱         |
| 8 traits supplémentaires  | 攲         |
| 12 traits supplémentaires | 攳         |